# Dalmo Vieira Filho
Dalmo Vieira Filho (Curitiba, ?) é um arquiteto e urbanista brasileiro, com grande atuação na área do patrimônio edificado nacional.

## Biografia
Dalmo Vieira Filho é filho de Dalmo Vieira, que fundou o Jornal Diário do Litoral.
Em 1982, formou-se no Curso de Especialização em Patrimônio Histórico (CECRE), com projeto de restauração da Fortaleza de Santo Antônio de Ratones.
Ao longo de sua carreira junto ao patrimônio brasileiro, fez parte das equipes que ajudaram a tombar mais de 30 centros históricos (incluindo Antonina e Paranaguá) e a ampliar as poligonais tombadas de tantas outras (como Belém, Campo Grande, João Pessoa, Manaus, Natal, Recife e Salvador). Também foi idealizador e participou da criação do Museu Nacional do Mar.
Dalmo tem quatro filhos.

## Prêmios e homenagens
- 2017 - título de Benemérito do Museu Nacional do Mar[7]
- 2001 - Medalha de Mérito Cultural "Cruz e Souza"[8]

## Trajetória
- 2019 - Consultor do Sindicato da Indústria da Construção Civil (Sinduscon), para a revisão do Plano Diretor de Itajaí[9][1]
- 2017-Atual - Membro do Comitê Gestor do Museu Nacional do Mar[7]
- 2013-2014 - Secretário do Desenvolvimento Urbano de Florianópolis[1][10][11]
- 2012 - Superintendente do IPHAN em Santa Catarina[12]
- 2006-2011 - Diretor Nacional do IPHAN[1]
- 2010 - Diretor do Departamento de Patrimônio Material e Fiscalização do IPHAN[13]
- 1991-1993 - Presidente do Comitê Brasileiro do ICOMOS[14]
- ? - Integrante do Conselho Consultivo do Instituto de Patrimônio Histórico e Artístico Nacional (Iphan)[1]
- ? - Integrante do Conselho de Cultura de Santa Catarina[1]
- ? - Representante Titular do Ministério da Cultura (MinC) no Conselho Nacional de Turismo e do IPo Conama[1]
- ? - Presidente do Instituto do Planejamento Urbano de Florianópolis (IPUF)[1]
- ? - Integrante do conselho de Cultura e Patrimônio das cidades de Itajaí, Blumenau, Pomerode, São Francisco do Sul, Laguna, Jaraguá do Sul, Joinville e Florianópolis[1]
- ? - Professor da Universidade Federal de Santa Catarina (UFSC)[1]

## Algumas obras
- 2012 - Patrimônio Naval Brasileiro, com Maria Regina Weissheimer[15]
- 2010 - O Iphan e seus horizontes[16]
- Roteiros Nacionais de Imigração Santa Catarina, v. 1, com Maria Regina Weissheimer[17]
- Roteiros Nacionais de Imigração Santa Catarina - O Patrimônio do Imigrante, v. 2, com Maria Regina Weissheimer[17]